# Отто-Оттох
Отто-Оттох — пресноводное озеро на северо-востоке Якутии, в Абыйском улусе. Расположено на Абыйской низменности, в междуречье Индигирки и Уяндины, в 1 км к северу от озера Арга-Кюель и в 13 км к западу от озера Арга-Талахтах. 
Находится на высоте 35 м над уровнем моря. Площадь озера составляет 36,3 км², площадь водосбора — 197 км². Длина озера около 6,3 км, максимальная ширина в центральной части — 4,3 км.
Имеет овальную форму. Береговая линия умеренно изрезана, сильнее — на севере. На севере вытекает протока, соединяющая озеро с Уяндиной. Имеется крупный остров у южного берега и четыре острова меньшего размера у западного берега. Берега низкие, поросшие луговой и тундровой растительностью, на севере местами заболоченные, с юго-запада подступает тайга. Соединено протокой с озером Киллем на западе. Через озеро проходит автозимник 98К-023.
На восточном берегу находится посёлок Дёску.